# 冷泉氏
冷泉氏（れいぜいし）は、日本の氏族。本姓は多々良氏。大内氏の庶流。

## 概要
嘉吉年間、豊前国企救郡小倉城に冷泉五郎高祐（たかすけ）ありというが、実際には大内弘世の庶子・弘正（ひろまさ）の七世の孫・興豊（おきとよ、大内義興の家臣）が母方の冷泉家の家号を冒して、冷泉を名乗るのが初見で、高祐の例はまた別系統か。興豊の父・義豊（よしとよ）の代に周防国玖珂郡祖生郷（現在の岩国市）に住むという。なお、天文5年（1536年）の文書には、冷泉兵庫助万盛の名前見える。
興豊の子・隆豊は大内義隆に仕えて安芸国守護・安芸武田氏の旧城佐東銀山城主に任ぜられるなど重用されるが、義隆と対立を深めた周防守護代の陶隆房が叛旗を翻して義隆を攻めると、隆豊は義隆を守って抗戦し討ち死にした。隆房から名を改めた陶晴賢は、次期当主に義長を擁立し大内氏の家政を牛耳ったが、隆豊の遺児・元豊は弟の元満と共に叔父（隆豊の弟）の吉安豊英に連れられて安芸国人であった平賀氏隠居の平賀弘保の下に匿われた。
元豊らは成人後、晴賢を倒した毛利氏の家臣となり、九州攻略の武将として門司城代に任ぜられたが、桂元親、赤川元吉と共に豊後守護の大友氏に攻められ討ち死にする。その後、冷泉氏の家督と門司城代は弟の元満が継いだ。元満は足利将軍家の御一家にして毛利氏の姻戚であった渋川義満の婿となり、天正20年（1592年）の文禄の役では朝鮮渡航に従軍した。帰国後の文禄3年（1594年）には出雲国仁多郡亀嵩城主に起用されるなど重用されたが、慶長2年（1597年）の慶長の役で再び朝鮮に渡り、蔚山城の戦いで朝鮮軍の襲撃を受け、同僚の阿曾沼元秀共々討たれた。その後は遺児の元祥が家督を継ぎ、子孫は長州藩士となった。
幕末期には志士として倒幕のために国事に奔走した冷泉五郎綏豊らの他、幕府恭順のために倒幕派と対立し命を落とした冷泉太郎兵衛らを輩出した。

## 冷泉五郎
冷泉 五郎 ／ 冷泉 綏豊（れいぜい ごろう ／ れいぜい やすとよ、天保12年（1841年） - 慶応元年2月11日（1865年3月8日））は、 江戸時代末期の長州藩士。「五郎」は通称であり、諱（実名）は綏豊（やすとよ）。井上小豊後の次男で、井上勝の兄。冷泉秋平の養子となる。家禄は300石で八組士を務める。剣術を江戸の斎藤弥九郎に学び、砲術は江川坦庵の門下に入る。慶応元年（1865年）に鎮静会を組織し、幕府の長州侵攻の際は主戦派として行動。2月11日、山口の諸隊を訪問した帰りに明木村権現原で香川半助らと共に幕府恭順派（俗論派）に殺害された。享年25。萩の東光寺に墓がある。贈正五位。靖国神社合祀。

## 冷泉太郎兵衛
冷泉 太郎兵衛（れいぜい たろべえ、文政7年（1824年） - 慶応元年6月18日（1865年8月9日））は、 江戸時代後期から末期の長州藩士。八組士。先鋒隊を務める。幕府の長州侵攻の際は恭順派に属した。慶応元年（1865年）2月11日、明木村権現原で主戦派の香川半助らを殺害するが、同年6月18日、権現原事件の容疑で萩野山獄で切腹した。享年42。

## 系図
- 前述の通り、家系は大内氏の庶流で、母方を羽林家の冷泉家とする冷泉興豊が、母の姓を名乗って冷泉を称したことに始まる。
- 通字は「豊」（とよ）。歴代当主は大内宗家当主（盛清は叔父の大内盛見、教豊は大内教弘、政豊・弘豊父子は大内政弘、義豊・興豊父子は大内義興、隆豊は大内義隆）より、元豊・元満・元祥の三名は毛利氏より、それぞれ偏諱の授与を受けている。

```
大内弘世

 　┃
　
弘正

 　┃
　
盛清

 　┃
　
教豊

 　┃
　
政豊

 　┃
　
弘豊

 　┃
　
義豊

 　┃

冷泉興豊

 　┣━━━━━┓
　
隆豊
　　　
吉安豊英

 　┣━━┓　　┃
　
元豊
　
元満
　
満定

 　　　　┃
　　　　
元祥
```